# Memorial Rik Van Steenbergen
Il Memorial Rik Van Steenbergen è una corsa in linea di ciclismo su strada maschile che si svolge nella regione dell'Aartselaar, in Belgio, ogni anno a settembre. Fa parte del calendario dell'UCI Europe Tour come classe 1.1.

## Storia
La manifestazione è dedicata a Rik Van Steenbergen considerato uno dei migliori velocisti di sempre, vincitore di tre Campionati del mondo, sette classiche e venticinque tappe ai grandi giri.
La corsa è particolarmente adatta ai velocisti. Il belga Niko Eeckhout è il plurivincitore con quattro successi.

## Albo d'oro
Aggiornato all'edizione 2022.
| Anno      | Vincitore                             | Secondo                               | Terzo                                 |
| --------- | ------------------------------------- | ------------------------------------- | ------------------------------------- |
| 1991      | Olaf Ludwig                           | Koen Vekemans                         | John van den Akker                    |
| 1992      | Patrick Deneut                        | Kurt Onclin                           | Vjačeslav Ekimov                      |
| 1993      | Mario Cipollini                       | Niko Eeckhout                         | Eddy Schurer                          |
| 1994      | Džamolidin Abdužaparov                | Jean-Pierre Heynderickx               | Tom Steels                            |
| 1995      | Tom Steels                            | Eric Vanderaerden                     | Jacek Mickiewicz                      |
| 1996      | Jans Koerts                           | Jens Heppner                          | Danny Daelman                         |
| 1997      | Andrei Tchmil                         | Hans De Meester                       | Robbie Vandaele                       |
| 1998      | Ján Svorada                           | Andrei Tchmil                         | Peter Van Petegem                     |
| 1999      | Giuliano Figueras                     | Jeroen Blijlevens                     | Jo Planckaert                         |
| 2000      | Lars Michaelsen                       | Matthé Pronk                          | Robert Hunter                         |
| 2001      | Niko Eeckhout                         | Gert Omloop                           | Nicolas Jalabert                      |
| 2002      | Steffen Radochla                      | Robbie McEwen                         | Laurent Jalabert                      |
| 2003      | Niko Eeckhout                         | Cédric Vasseur                        | Johan Museeuw                         |
| 2004      | Tom Boonen                            | Niko Eeckhout                         | Ralf Grabsch                          |
| 2005      | Jean-Patrick Nazon                    | Wim De Vocht                          | Jens Renders                          |
| 2006      | Niko Eeckhout                         | Robbie McEwen                         | Steffen Radochla                      |
| 2007      | Greg Van Avermaet                     | Niko Eeckhout                         | Steven de Jongh                       |
| 2008      | Gert Steegmans                        | Stefan van Dijk                       | Jürgen Roelandts                      |
| 2009      | Niko Eeckhout                         | Stefan van Dijk                       | Steven de Jongh                       |
| 2010      | Michael Van Staeyen                   | Robbie McEwen                         | Jürgen Roelandts                      |
| 2011      | Kenny van Hummel                      | André Greipel                         | Denis Galimzjanov                     |
| 2012      | Theo Bos                              | Kenny van Hummel                      | Michael Van Staeyen                   |
| 2013-2018 | non disputato                         | non disputato                         | non disputato                         |
| 2019      | Dries De Bondt                        | Jimmy Janssens                        | Piotr Havik                           |
| 2020      | annullata per la Pandemia di COVID-19 | annullata per la Pandemia di COVID-19 | annullata per la Pandemia di COVID-19 |
| 2021      | annullata per la Pandemia di COVID-19 | annullata per la Pandemia di COVID-19 | annullata per la Pandemia di COVID-19 |
| 2022      | Tim Merlier                           | Mark Cavendish                        | Dylan Groenewegen                     |